# A Garland of Red
Albums de Red Garland
Red Garland's Piano
(1957)
A Garland of Red est un album de jazz hard bop enregistré en 1956 par le pianiste américain Red Garland, accompagné du contrebassiste Paul Chambers et du batteur Arthur Taylor.
Du milieu des années 1950 au début des années 1960, le piano de Red Garland est l'un des sons les plus reconnaissables du jazz.
A Garland of Red est le premier album de Red Garland en tant que leader.

## Historique

### Contexte
Red Garland est découvert en 1943, à l'âge de 20 ans par le trompettiste Hot Lips Page,.
À compter de 1945, il travaille dans l'ensemble de Billy Eckstine, qui comprenait tous les grands noms du bebop émergent de l'époque : Dizzy Gillespie, Charlie Parker, Fats Navarro, Dexter Gordon, Gene Ammons, Sonny Stitt, Miles Davis, Art Blakey. 
Il rejoint ensuite le combo de Coleman Hawkins et Roy Eldridge, avant de travailler avec Lester Young et Ben Webster. Au début des années 1950, sa réputation est suffisamment établie pour qu'il forme un trio.
En 1953, il est contacté par Miles Davis qui envisage de former un groupe mais ce projet n'aboutit pas et Garland reste avec Lester Young et son trio.
Mais en octobre 1955, Miles Davis réalise son projet et Red Garland devient le pianiste du premier grand quintet de Davis,, à la section rythmique duquel il apporte une importante contribution, avec Paul Chambers et Philly Joe Jones, et où sa technique sophistiquée, l'utilisation de substitutions harmoniques et de block chords établissent des normes pour de nombreux groupes bop contemporains et à venir. Garland a exercé une influence stylistique sur des centaines de pianistes.
Après que ses prestations au sein du quintette de Miles Davis aient rendu le public conscient de son talent, le label Prestige signe avec Red Garland un contrat d'enregistrement exclusif. Red Garland constitue alors ce qui est essentiellement un trio d'enregistrement, avec un collègue contrebassiste du groupe de Miles Davis, Paul Chambers et avec, à la batterie, Arthur Taylor dont le développement rapide au cours des deux années qui ont précédé en a fait un des meilleurs batteurs et lui a valu le titre de nouvelle star.
Quand Garland enregistre ses premiers albums en tant que leader, il fait encore partie du premier grand quintette de Miles Davis, mais ses propres albums attirent également un grand nombre de fans, attirés par ses block chords et ses ponctuations de la main gauche.
Garland étant un musicien quelque peu conservateur, fermement attaché aux accords et au swing, il se séparera de Miles Davis en 1958 lorsque le trompettiste commencera à explorer la direction du jazz modal avec le pianiste Bill Evans.

### Enregistrement et production

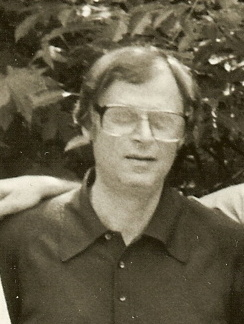
Rudy Van Gelder.

L'album, produit par Bob Weinstock, producteur musical et fondateur du label Prestige, est enregistré par Rudy Van Gelder le 17 août 1956 dans son studio à Hackensack (New Jersey),,.
Rudy Van Gelder était un ingénieur du son spécialisé dans le jazz, considéré comme l'un des meilleurs ingénieurs de l'histoire de l'enregistrement, dont on estime qu'il a enregistré et mixé plus de 2 000 albums. Son studio connu durant les années 1950 sous le nom de « Van Gelder Studio, Hackensack, New Jersey » était en fait le living room de ses parents. Ce n'est qu'en 1959 qu'il ouvrira son vrai studio, connu sous le nom de « Van Gelder Studio, Englewood Cliffs, New Jersey ».
L'album A Garland of Red a donc été enregistré dans le living room des parents de Rudy Van Gelder.

### Publication
L'album est publié en 1956 sous forme de disque vinyle long playing (LP) sur le label Prestige sous la référence Prestige PRLP-7064,,.
La notice originale du LP (original liner notes) est de la main d'Ira Gitler, journaliste et historien du jazz et auteur d'une encyclopédie du jazz avec Leonard Feather.

### Rééditions
Il est réédité à plusieurs reprises en LP à partir de 1958 par les labels Prestige, Original Jazz Classics et Fantasy,. 
À partir de 1991, il est publié en CD à de nombreuses reprises sur les labels Prestige, Original Jazz Classics, Universal, JVC Victor et JVC Compact Discs,.
Il est remastérisé en 1991 par Phil De Lancie aux studios Fantasy à Berkeley en Californie. Il ne s'agit donc pas d'un de ces albums remastérisés par Rudy Van Gelder lui-même, comme Red Garland's Piano, remastérisé en 2005 par Van Gelder alors âgé de 81 ans.

## Accueil critique
Le site AllMusic attribue 4½ étoiles à A Garland of Red. 
Le critique Scott Yanow d'AllMusic souligne que « le pianiste Red Garland avait déjà son style distinctif pleinement formé à l'âge de trente-trois ans, lors de son premier enregistrement en tant que leader ». Il estime que « Garland est en pleine forme sur six standards, sur Constellation de Charlie Parker et sur sa propre composition Blue Red. Red Garland a enregistré fréquemment durant la période 1956-1962 et presque tous ses enregistrements en trio sont agréables, celui-ci ne faisant pas exception. ».
Pour John Swenson, la puissance de composition et son flux harmonique lui permettent d'exceller dans ce format en trio.
Pour le journaliste et historien du jazz Ira Gitler, auteur de la notice du LP original, « la section rythmique est des plus raffinées avec Paul Chambers et Art Taylor qui s'associent à Red comme s'ils étaient ensemble depuis un an plutôt qu'un jour ».

## Liste des morceaux
Le disque contient des standards du jazz, Constellation de Charlie Parker et un morceau de blues (Blue Red) composé par Red Garland,.
| 1.    | A Foggy Day                     | George Gershwin / Ira Gershwin | 4:51 |
| 2.    | My Romance                      | Lorenz Hart / Richard Rodgers  | 6:51 |
| 3.    | What Is This Thing Called Love? | Cole Porter                    | 4:53 |
| 4.    | Makin' Whoopee                  | Walter Donaldson / Gus Kahn    | 4:15 |
| 5.    | September in the Rain           | Al Dubin / Harry Warren        | 4:48 |
| 6.    | Little Girl Blue                | Lorenz Hart / Richard Rodgers  | 5:07 |
| 7.    | Constellation                   | Charlie Parker                 | 3:31 |
| 8.    | Blue Red                        | Red Garland                    | 7:38 |
| 42:34 |                                 |                                |      |

## Musiciens
- Red Garland : piano
- Paul Chambers : contrebasse
- Arthur Taylor : batterie